# 阿卜杜勒·塔里卜·扎基
阿卜杜勒·塔里卜·扎基（1960年-1998年），阿富汗哈扎拉族政治家和聖戰主義者。
他生於巴米揚省，也是阿富汗伊斯蘭統一黨的成員。他在1994年至1998年出任巴米揚省的省长。他在1998年死於加茲尼省。